# كريستوف بروير
كريستوف بروير (بالألمانية: Christoph Brouwer)‏ هو مؤرخ ألماني، ولد في 1559 في آرنم في هولندا، وتوفي في 2 يونيو 1617 في ترير في ألمانيا.